# Epidendrum paruimense
Epidendrum paruimense là một loài thực vật có hoa trong họ Lan. Loài này được G.A.Romero & Carnevali mô tả khoa học đầu tiên năm 2004.